# 尚豐王
尚豐（琉球語：〔〕／  ?；1590年12月10日—1640年6月22日）是琉球國第二尚氏王朝的第八代國王。1621年至1640年在位。神號天喜也末按司添（琉球語：／ ）。他是大金武王子尚久的第四子（尚久是第五代國王尚元王的第三子），是尚賢王和尚質王的父親。
1616年，尚豐作為人質前往薩摩藩，同年冬被釋歸國，任尚寧王朝廷的攝政；同時因尚寧王無子，且尚寧王原先指定的王位繼承人尚熙（島添大里王子朝長）在薩摩入侵琉球之後失勢，尚豐的長子尚恭（浦添王子朝良）遂被過繼給尚寧王，並立為世子。1619年領中城間切封地，稱中城王子朝昌。1621年尚寧王逝世，因尚恭年幼，群臣遂在三司官毛鳳朝（讀谷山親方盛韶）的提議下擁立尚豐繼位。
1632年（崇禎五年），琉球在被薩摩藩佔領的島嶼建立館舍，從此以後琉球淪為薩摩藩的傀儡政權。
1636年（崇禎九年），琉球王的稱號被薩摩藩剝奪，改稱琉球國司。

## 家族
- 父
  - 尚久（大金武王子朝公）
- 母
  - 金武大按司加那志 (童名眞錢金，號蘭叢)
- 妃
  - 我謝上森按司加那志尚氏 (童名思眞錢金，號梅岩。父為具志頭王子朝盛尚宏）
- 繼妃
  - 君豐見按司加那志馬氏 (童名思眞牛金，號蘭閨。父為名護親方良豐馬良弼）
- 夫人
  - 西之按司加那志松氏 (童名眞鍋樽金，號涼月。父為一世大見武親雲上松定昌）
  - 真南風按司吳氏 (童名乙美金，號蘭室。父為五世幸地親方吳宗廣）
  - 真南風按司樂氏 (童名眞鍋樽金，號南岳。父為四世田名掟親雲上樂昌敷）
- 妻
  - 與那原阿護母志良禮（父為與那原村平敷親雲上）
- 子女
  - 長男：尚恭（浦添王子朝良，母為妃。享年20）
  - 次男：尚文（中城王子朝益，母為妃，無嗣）
  - 三男：尚賢（久米中城王子，母為涼月）
  - 四男：尚質（佐敷王子，母為涼月）
  - 長女：首里大君按司加那志（童名思乙金。號徹心。母為妃。阿波根殿内一世，先為喜屋武殿内三世具志川按司向朝安之妻，後改嫁向朝明）
  - 次女：澤岻翁主（童名思眞鍋樽金。號碧蓮。母為涼月。喜屋武殿内四世具志川按司朝庸向克禎之妻）
  - 三女：島尻佐司笠按司加那志（童名眞蜷甲金，號剛心。母為南岳。嘉味田殿内四世喜屋武按司朝古向良翰之妻）
  - 四女：與那城翁主（童名眞鶴金，號玄禎。母為南岳。野村殿内六世大城親方向朝誠之妻）

## 登場作品
- 「琉球之風」（1993年1月～6月，NHK大河劇，演員：金山一彦）

## 腳註
1. ↑  《王代記[永久]》，21頁
2. ↑  .   [2011-10-19]. （原始内容存档于2014-02-17）.

| 尚豐王        |                                      |               |
| 前任： 尚寧王 | 第八代第二尚氏王朝國王 1621年—1640年 | 繼任： 尚賢王 |
| 前任： 尚寧王 | 第十八代琉球國中山王 1621年—1640年   | 繼任： 尚賢王 |